# Mohammed Al-Jahani
Mohammed Al-Jahani (in arabo محمد الجهاني‎?) (28 settembre 1974) è un calciatore saudita.

## Carriera

### Club
Ha giocato per la maggior parte della sua carriera nell'Al Ahli.

### Nazionale
Al-Jahani giocò anche per la Nazionale Saudita e partecipò alla Mondiali del 1998 e del 2002, e alle edizioni 1997 e 1999 della FIFA Confederations Cup.
Partecipò anche alle Olimpiadi 1996.

## Palmarès

### Club

#### Competizioni nazionali
- Coppa Principe Faisal Bin Fahad: 2

Al-Ahli: 2001, 2002